# Consell de Defensa Croat
El Consell de Defensa Croat (en croat: Hrvatsko Vijeće Obrane, HVO) fou formació militar de la República Croata d'Herceg-Bòsnia, durant la Guerra de Bòsnia dels anys noranta. Es va establir formalment el 8 d'abril de 1992.

## Història
El Consell de Defensa Croat (HVO) fou establert el 8 d'abril de 1992 al poble de Grude pel lideratge polític dels croats, principalment membres de la Unió Democràtica Croata (en croat: Hrvatska Demokratska Zajednica) com exèrcit oficial de la República Croata d'Herzeg-Bòsnia.
L'HVO es va dividir en zones operatives: 
- Sud-est i el nord-oest d'Hercegovina
- Bòsnia central i Posavina

Mentre que les tres primeres zones es van agrupar més o menys juntes, Posavina estava completament aïllada al nord de Bòsnia a la riba dreta del riu Sava al voltant d'Orašje i depenia completament del suport de Croàcia.